# Steinbruch Niederrotweil
Der Steinbruch Niederrotweil ist ein vom Regierungspräsidium Freiburg am 6. Februar 1991 durch Verordnung ausgewiesenes Naturschutzgebiet auf dem Gebiet der Stadt Vogtsburg im Kaiserstuhl im Landkreis Breisgau-Hochschwarzwald.

## Lage
Der Steinbruch Niederrotweil liegt südlich des Stadtteils Niederrotweil am Kirchberg. Es befindet sich an der Grenze der Naturräume Markgräfler Rheinebene und Kaiserstuhl. Das Naturschutzgebiet ist Teil des FFH-Gebiets Kaiserstuhl.

## Landschaftscharakter
Es handelt sich um einen aufgelassenen Steinbruch, in dem der hier anstehende Phonolith abgebaut wurde. Die nordexponierte Abbauwand ist Brutplatz für Turmfalken und Wuchsort für eine reiche Felsspaltenvegetation. Unter der Abbauwand liegt eine offene Trockenrasen-Fläche, nördlich davon und oberhalb der Abbauwand ist das Gebiet überwiegend bewaldet.

## Schutzzweck
Wesentlicher Schutzzweck ist laut Schutzgebietsverordnung „die Erhaltung des aufgelassenen Steinbruchs samt Abraumhalden als Lebensraum von zahlreichen gefährdeten oder vom Aussterben bedrohten Tier - und Pflanzenarten, insbesondere in Lebensgemeinschaften trockener und warmer Standorte, sowie als Brutplatz von zahlreichen Turmfalken [und] als Demonstrations- und Forschungsobjekt zum Kaiserstuhlvulkanismus.“